# RavenDB
RavenDB é um banco de dados NoSQL orientado à documentos, open-source, escrito em C# e com suporte total a operações ACID. Desenvolvido pela Hibernating Rhinos Ltd ele é multi-plataforma, funcionando em Windows, Linux e MacOS. RavenDB armazena dados como documentos JSON e pode operar em clusters distribuídos com replicação master-master. 

## História
Originalmente com o nome de “Rhino DivanDB”, RavenDB começou como um projeto em 2008 sob a liderança de Oren Eini (também conhecido como Ayende Rahien) e é desenvolvido pela Hibernating Rhinos Lta. Segundo a companhia, trata-se do primeiro banco de dados baseado em documentos que funciona nativamente em .NET. Trata-se também de um dos primeiros bancos, desse tipo, a suportar ACID.
Em 2019, Hibernating Rhinos passou a ofertar o RavenDB como um serviço em nuvem cloud service chamado RavenDB Cloud.

## Histórico de Versões
| Versão | Data              | Principais Caracteristicas Adicionadas                  |
| ------ | ----------------- | ------------------------------------------------------- |
| 1.0    | Maio de 2010      |                                                         |
| 2.0    | Janeiro de 2013   | Suporte a replicação                                    |
| 2.5    | Junho de 2013     | Projeções e consultas baseadas em Facets                |
| 3.0    | Novembro de 2014  | Java API; Mecanismo de armazenamento Voron              |
| 3.5    | Outubro de 2016   | Suporte a execução em Clusters                          |
| 4.0    | Fevereiro de 2018 | Tornou-se multi-plataforma; disponível em licença livre |
| 4.1    | Agosto de 2018    | Suporte completo a transações em Cluster                |
| 4.2    | Maio de 2019      | Suporte a grafos                                        |

- Verde: Suporta
- Vermelho: No suporta

## Arquitetura do Sistema
Os dados são armazenados em documentos com esquema livre (schema-less) em formato JSON. Em nível mais baixo, no mecanismo de armazenamento, os documentos são mantidos em formato binário chamado Blittable. Documentos são agrupados em coleções e cada documento pertence a apenas uma coleção.
Os bancos de dados podem ser distribuídos em clusters de servidores (também chamados de nós) usando replicação multi-master. Algumas operações, entretanto, requerem consenso da maioria dos nós. Esse consenso é obtido usando uma implementação do protocolo Raft, chamada Rachis.Todas as tarefas são distribuídas, de maneira balanceada, entre os diferentes nós.
Da versão 1 at é a versão 3.5 havia suporte nativo para sharding. A partir da versão 4.x não há mais.
RavenDB usava, originalmente, Esent como mecanismo de armazenamento. Entretanto, a partir da versão 3, passou a utilizar também um mecanismo de armazenamento, otimizado para RavenDB, chamado Voron.
Atualmente, há suporte para clients escritos em C#, C++, Java, Node.js, Python, Ruby e Go.

## Características Principais
- Suporte completo a transações ACID no Cluster - Transações ACID podem ser executadas no escopo do Cluster (além de transações em um único nó). A transação somente será persistida se for confirmada por consenso em todos os nós. Caso isso não seja possível, a operação será desfeita.[1][7]
- Contadores distribuídos[27][28]

## Indexação e consultas
Consultas podem ser escritas em LINQ (para .NET) ou com uma linguagem customizada chamada RQL (Raven Query Language), com sintaxe similar a SQL.
- Indexação dinâmica, no RavenDB todas as consultas utilizam índices. Caso não existir um índice que satisfaça uma consulta, ele é criado automaticamente pelo RavenDB.[1][29][30][12][13][6]
- Consultas de Grafos – documentos podem ser tratados como vértices em um grafo (graph), e o campo ID do documento tratado como as arestas. Isso possibilita a criação de consultas recursivas.[27][28][31]
- Projeções – índices podem ser configurados para realizar cálculos, agregações e outras operações complexas, incluindo execução de código Javascript no lado do servidor.[1][3][32]
- Pesquisas com Full-text – em nível mais baixo, os dados são indexados usando Apache Lucene. Isso significa que os índices podem suportar buscas em full-text[1][33][12][13][34][35]

## RavenDB Cloud
RavenDB Cloud é um banco de dados gerenciado como serviço em nuvem (database-as-a-service) lançado em 2019, suportando AWS, Azure and GCP. O serviço executa toda a administração, como a manutenção do hardware e segurança para o usuário. Além disso, há compartilhamento de recursos de CPU entre diferentes nós para impedir throttling.

## Aplicações
RavenDB e utilizado:
- Na indústria da saúde
- Ponto de venda

## Licenciamento
RavenDB é open-source sob a licença AGPLv3. Está disponível em licença livre, com restrições e também uma licença comercial.